# Список населённых пунктов Гдовского района

## Городские населённые пункты
- Город Гдов —  5800 человек (XII. 2000 г.)[1], 5171 человек (X.2002 г.), 4379 человек (X. 2010 г.)[2], 3971 человек (I. 2013 г.)[3] —  городское поселение «Гдов».

## Сельские населённые пункты
Ниже представлен сортируемый (по столбцам) список населённых пунктов Гдовского района Псковской области, распределённых по муниципальным образованиям (волостям-сельским поселениям и городскому поселению) с оценками численности населения сельских населённых пунктов на конец 2000 года и по переписи населения 2002 года.
| #   | #  | деревня               | 2000 г., чел. | 2002 г., чел. | муниципальное образование | бывшее МО (1995—2010) | бывшее МО (2011—2015) |
| --- | -- | --------------------- | ------------- | ------------- | ------------------------- | --------------------- | --------------------- |
| 1   | 1  | Гдов, город           | 5800          | 5171          | Гдов                      | Гдов                  | Гдов                  |
| 2   | 2  | Байдаково             | 22            | 24            | Гдов                      | Гдовская волость      | Гдов                  |
| 3   | 3  | Бакин Конец           | 3             | 0             | Гдов                      | Гдовская волость      | Гдов                  |
| 4   | 4  | Брагино               | 53            | 41            | Гдов                      | Гдовская волость      | Гдов                  |
| 5   | 5  | Булатовщина Ближняя   | 49            | 49            | Гдов                      | Гдовская волость      | Гдов                  |
| 6   | 6  | Булатовщина Дальняя   | 4             | 21            | Гдов                      | Гдовская волость      | Гдов                  |
| 7   | 7  | Быковщина             | 15            | 25            | Гдов                      | Гдовская волость      | Гдов                  |
| 8   | 8  | Верхний Гусинец       | 5             | 12            | Гдов                      | Гдовская волость      | Гдов                  |
| 9   | 9  | Верхоляне-1           | 102           | 70            | Гдов                      | Гдовская волость      | Гдов                  |
| 10  | 10 | Верхоляне-2           | 95            | 59            | Гдов                      | Гдовская волость      | Гдов                  |
| 11  | 11 | Волосово              | 8             | 8             | Гдов                      | Гдовская волость      | Гдов                  |
| 12  | 12 | Вязка                 | 7             | 7             | Гдов                      | Гдовская волость      | Гдов                  |
| 13  | 13 | Гривы                 | 8             | 11            | Гдов                      | Гдовская волость      | Гдов                  |
| 14  | 14 | Губино                | 12            | 11            | Гдов                      | Гдовская волость      | Гдов                  |
| 15  | 15 | Дуброво               | 1             | 2             | Гдов                      | Гдовская волость      | Гдов                  |
| 16  | 16 | Дулёво                | 4             | 3             | Гдов                      | Гдовская волость      | Гдов                  |
| 17  | 17 | Еврейно               | 12            | 16            | Гдов                      | Гдовская волость      | Гдов                  |
| 18  | 18 | Ермаково              | 5             | 6             | Гдов                      | Гдовская волость      | Гдов                  |
| 19  | 19 | Жуково                | 27            | 25            | Гдов                      | Гдовская волость      | Гдов                  |
| 20  | 20 | Задубье               | 18            | 20            | Гдов                      | Гдовская волость      | Гдов                  |
| 21  | 21 | Заклинье              | 4             | 11            | Гдов                      | Гдовская волость      | Гдов                  |
| 22  | 22 | Захаровщина           | 14            | 12            | Гдов                      | Гдовская волость      | Гдов                  |
| 23  | 23 | Каменный Конец        | 32            | 48            | Гдов                      | Гдовская волость      | Гдов                  |
| 24  | 24 | Кануновщина           | 40            | 45            | Гдов                      | Гдовская волость      | Гдов                  |
| 25  | 25 | Колодье               | 6             | 14            | Гдов                      | Гдовская волость      | Гдов                  |
| 26  | 26 | Колоколово            | 167           | 141           | Гдов                      | Гдовская волость      | Гдов                  |
| 27  | 27 | Комарова Гора         | 1             | 0             | Гдов                      | Гдовская волость      | Гдов                  |
| 28  | 28 | Котеницы              | 5             | 11            | Гдов                      | Гдовская волость      | Гдов                  |
| 29  | 29 | Крутое                | 2             | 0             | Гдов                      | Гдовская волость      | Гдов                  |
| 30  | 30 | Лаптовицы             | 22            | 33            | Гдов                      | Гдовская волость      | Гдов                  |
| 31  | 31 | Липяги                | 4             | 0             | Гдов                      | Гдовская волость      | Гдов                  |
| 32  | 32 | Луги                  | 0             | 0             | Гдов                      | Гдовская волость      | Гдов                  |
| 33  | 33 | Луневщина             | 62            | 47            | Гдов                      | Гдовская волость      | Гдов                  |
| 34  | 34 | Лядцы                 | 20            | 24            | Гдов                      | Гдовская волость      | Гдов                  |
| 35  | 35 | Мазиха                | 13            | 8             | Гдов                      | Гдовская волость      | Гдов                  |
| 36  | 36 | Макарушино            | 109           | 123           | Гдов                      | Гдовская волость      | Гдов                  |
| 37  | 37 | Машутино              | 12            | 12            | Гдов                      | Гдовская волость      | Гдов                  |
| 38  | 38 | Михково               | 1             | 6             | Гдов                      | Гдовская волость      | Гдов                  |
| 39  | 39 | Надозерье             | 26            | 20            | Гдов                      | Гдовская волость      | Гдов                  |
| 40  | 40 | Нижний Гусинец        | 17            | 7             | Гдов                      | Гдовская волость      | Гдов                  |
| 41  | 41 | Озерки                | 2             | 5             | Гдов                      | Гдовская волость      | Гдов                  |
| 42  | 42 | Островня              | 3             | 0             | Гдов                      | Гдовская волость      | Гдов                  |
| 43  | 43 | Панково, хутор        | 0             | 5             | Гдов                      | Гдовская волость      | Гдов                  |
| 44  | 44 | Подборовье            | 4             | 6             | Гдов                      | Гдовская волость      | Гдов                  |
| 45  | 45 | Подкурье              | 21            | 12            | Гдов                      | Гдовская волость      | Гдов                  |
| 46  | 46 | Подолешье             | 33            | 45            | Гдов                      | Гдовская волость      | Гдов                  |
| 47  | 47 | Подоспа               | 8             | 6             | Гдов                      | Гдовская волость      | Гдов                  |
| 48  | 48 | Полично               | 234           | 272           | Гдов                      | Гдовская волость      | Гдов                  |
| 49  | 49 | Свобода               | 6             | 4             | Гдов                      | Гдовская волость      | Гдов                  |
| 50  | 50 | Сельцо-Князево        | 65            | 59            | Гдов                      | Гдовская волость      | Гдов                  |
| 51  | 51 | Сельцы                | 11            | 22            | Гдов                      | Гдовская волость      | Гдов                  |
| 52  | 52 | Синьковщина           | 31            | 35            | Гдов                      | Гдовская волость      | Гдов                  |
| 53  | 53 | Слобода               | 565           | 592           | Гдов                      | Гдовская волость      | Гдов                  |
| 54  | 54 | Сошня                 | 0             | 6             | Гдов                      | Гдовская волость      | Гдов                  |
| 55  | 55 | Сырой Лес             | 17            | 33            | Гдов                      | Гдовская волость      | Гдов                  |
| 56  | 56 | Татьянкино            | 0             | 2             | Гдов                      | Гдовская волость      | Гдов                  |
| 57  | 57 | Устье                 | 222           | 193           | Гдов                      | Гдовская волость      | Гдов                  |
| 58  | 58 | Хохлово Барское       | 13            | 44            | Гдов                      | Гдовская волость      | Гдов                  |
| 59  | 59 | Черемха               | 3             | 3             | Гдов                      | Гдовская волость      | Гдов                  |
| 60  | 60 | Черма                 | 55            | 55            | Гдов                      | Гдовская волость      | Гдов                  |
| 61  | 61 | Шиловщина             | 5             | 2             | Гдов                      | Гдовская волость      | Гдов                  |
| 62  | 62 | Юхновщина             | 3             | 8             | Гдов                      | Гдовская волость      | Гдов                  |
| 63  | 63 | Ямщина                | 66            | 71            | Гдов                      | Гдовская волость      | Гдов                  |
| 64  | 1  | Богатовщина           | 0             | 0             | Добручинская волость      | Добручинская волость  | Добручинская волость  |
| 65  | 2  | Богдановщина          | 0             | 0             | Добручинская волость      | Добручинская волость  | Добручинская волость  |
| 66  | 3  | Большие Горбы         |               | 0             | Добручинская волость      | Вейнская волость      | Добручинская волость  |
| 67  | 4  | Вейно                 | 194           | 156           | Добручинская волость      | Вейнская волость      | Добручинская волость  |
| 68  | 5  | Воскресенское         | 38            | 27            | Добручинская волость      | Добручинская волость  | Добручинская волость  |
| 69  | 6  | Вяжище                | 5             | 5             | Добручинская волость      | Добручинская волость  | Добручинская волость  |
| 70  | 7  | Горка                 | 1             | 4             | Добручинская волость      | Вейнская волость      | Добручинская волость  |
| 71  | 8  | Горка                 | 3             | 3             | Добручинская волость      | Добручинская волость  | Добручинская волость  |
| 72  | 9  | Гостижбор             | 0             | 0             | Добручинская волость      | Добручинская волость  | Добручинская волость  |
| 73  | 10 | Дедино                | 3             | 2             | Добручинская волость      | Добручинская волость  | Добручинская волость  |
| 74  | 11 | Добручи, станция      | 8             | 3             | Добручинская волость      | Добручинская волость  | Добручинская волость  |
| 75  | 12 | Добручи               | 533           | 469           | Добручинская волость      | Добручинская волость  | Добручинская волость  |
| 76  | 13 | Доможирка             | 1             | 5             | Добручинская волость      | Добручинская волость  | Добручинская волость  |
| 77  | 14 | Дымокорье             | 0             | 0             | Добручинская волость      | Вейнская волость      | Добручинская волость  |
| 78  | 15 | Ельма                 | 2             | 13            | Добручинская волость      | Вейнская волость      | Добручинская волость  |
| 79  | 16 | Журавлёв Конец        | 23            | 35            | Добручинская волость      | Вейнская волость      | Добручинская волость  |
| 80  | 17 | Заборовье             | 6             | 6             | Добручинская волость      | Вейнская волость      | Добручинская волость  |
| 81  | 18 | Залесье               | 2             | 7             | Добручинская волость      | Вейнская волость      | Добручинская волость  |
| 82  | 19 | Залосенье             | 6             | 10            | Добручинская волость      | Вейнская волость      | Добручинская волость  |
| 83  | 20 | Заполье               | 6             | 5             | Добручинская волость      | Вейнская волость      | Добручинская волость  |
| 84  | 21 | Захонье               | 1             | 0             | Добручинская волость      | Добручинская волость  | Добручинская волость  |
| 85  | 22 | Зуевец                | 6             | 15            | Добручинская волость      | Вейнская волость      | Добручинская волость  |
| 86  | 23 | Зуево                 | 9             | 5             | Добручинская волость      | Вейнская волость      | Добручинская волость  |
| 87  | 24 | Излучье               | 0             | 0             | Добручинская волость      | Вейнская волость      | Добручинская волость  |
| 88  | 25 | Казниково             | 0             | 0             | Добручинская волость      | Вейнская волость      | Добручинская волость  |
| 89  | 26 | Кежово                | 5             | 8             | Добручинская волость      | Вейнская волость      | Добручинская волость  |
| 90  | 27 | Кишкино               | 12            | 12            | Добручинская волость      | Добручинская волость  | Добручинская волость  |
| 91  | 28 | Козлов Берег          | 22            | 39            | Добручинская волость      | Добручинская волость  | Добручинская волость  |
| 92  | 29 | Котельницкая Мельница | 2             | 2             | Добручинская волость      | Вейнская волость      | Добручинская волость  |
| 93  | 30 | Котельно              | 0             | 0             | Добручинская волость      | Вейнская волость      | Добручинская волость  |
| 94  | 31 | Крапивно              | 6             | 11            | Добручинская волость      | Вейнская волость      | Добручинская волость  |
| 95  | 32 | Криневье              | 2             | 4             | Добручинская волость      | Вейнская волость      | Добручинская волость  |
| 96  | 33 | Крюково               | 0             | 0             | Добручинская волость      | Вейнская волость      | Добручинская волость  |
| 97  | 34 | Купково               | 35            | 32            | Добручинская волость      | Добручинская волость  | Добручинская волость  |
| 98  | 35 | Кюровщина             | 4             | 10            | Добручинская волость      | Вейнская волость      | Добручинская волость  |
| 99  | 36 | Леошкино              | 0             | 0             | Добручинская волость      | Добручинская волость  | Добручинская волость  |
| 100 | 37 | Лобановщина           | 20            | 24            | Добручинская волость      | Добручинская волость  | Добручинская волость  |
| 101 | 38 | Ложкино               | 0             | 0             | Добручинская волость      | Добручинская волость  | Добручинская волость  |
| 102 | 39 | Локоть                | 3             | 5             | Добручинская волость      | Добручинская волость  | Добручинская волость  |
| 103 | 40 | Лукко                 | 1             | 8             | Добручинская волость      | Вейнская волость      | Добручинская волость  |
| 104 | 41 | Любимец               | 10            | 5             | Добручинская волость      | Добручинская волость  | Добручинская волость  |
| 105 | 42 | Лядецкий Переезд      | 10            | 8             | Добручинская волость      | Добручинская волость  | Добручинская волость  |
| 106 | 43 | Лядинки               | 0             | 12            | Добручинская волость      | Вейнская волость      | Добручинская волость  |
| 107 | 44 | Лядины                | 42            | 36            | Добручинская волость      | Добручинская волость  | Добручинская волость  |
| 108 | 45 | Малые Горбы           | 0             | 0             | Добручинская волость      | Вейнская волость      | Добручинская волость  |
| 109 | 46 | Малый Лужок           | 0             | 0             | Добручинская волость      | Вейнская волость      | Добручинская волость  |
| 110 | 47 | Мальяковщина          | 5             | 3             | Добручинская волость      | Добручинская волость  | Добручинская волость  |
| 111 | 48 | Мельговщина           | 16            | 18            | Добручинская волость      | Добручинская волость  | Добручинская волость  |
| 112 | 49 | Мошки                 | 4             | 6             | Добручинская волость      | Вейнская волость      | Добручинская волость  |
| 113 | 50 | Мяковщина             | 1             | 14            | Добручинская волость      | Добручинская волость  | Добручинская волость  |
| 114 | 51 | Орёл                  | 1             | 7             | Добручинская волость      | Добручинская волость  | Добручинская волость  |
| 115 | 52 | Парем                 | 9             | 9             | Добручинская волость      | Добручинская волость  | Добручинская волость  |
| 116 | 53 | Перегрёб              | 2             | 5             | Добручинская волость      | Вейнская волость      | Добручинская волость  |
| 117 | 54 | Песковицы             | 1             | 2             | Добручинская волость      | Добручинская волость  | Добручинская волость  |
| 118 | 55 | Подолешье             | 0             | 4             | Добручинская волость      | Вейнская волость      | Добручинская волость  |
| 119 | 56 | Полянка, хутор        | 3             | 3             | Добручинская волость      | Добручинская волость  | Добручинская волость  |
| 120 | 57 | Посконкино            | 2             | 5             | Добручинская волость      | Вейнская волость      | Добручинская волость  |
| 121 | 58 | Потрехново            | 20            | 13            | Добручинская волость      | Добручинская волость  | Добручинская волость  |
| 122 | 59 | Редковщина            | 4             | 4             | Добручинская волость      | Добручинская волость  | Добручинская волость  |
| 123 | 60 | Рубцовщина            | 10            | 22            | Добручинская волость      | Добручинская волость  | Добручинская волость  |
| 124 | 61 | Рябово                | 9             | 16            | Добручинская волость      | Добручинская волость  | Добручинская волость  |
| 125 | 62 | Ситково               | 0             | 2             | Добручинская волость      | Добручинская волость  | Добручинская волость  |
| 126 | 63 | Смуравьево-2, посёлок | 2600          | 1858          | Добручинская волость      | Добручинская волость  | Добручинская волость  |
| 127 | 64 | Сос                   | 10            | 9             | Добручинская волость      | Добручинская волость  | Добручинская волость  |
| 128 | 65 | Старина               | 1             | 2             | Добручинская волость      | Вейнская волость      | Добручинская волость  |
| 129 | 66 | Турковщина            | 2             | 5             | Добручинская волость      | Добручинская волость  | Добручинская волость  |
| 130 | 67 | Ужово                 | 7             | 18            | Добручинская волость      | Вейнская волость      | Добручинская волость  |
| 131 | 68 | Ульдежка              | 3             | 3             | Добручинская волость      | Вейнская волость      | Добручинская волость  |
| 132 | 69 | Ульдига               | 1             | 5             | Добручинская волость      | Вейнская волость      | Добручинская волость  |
| 133 | 70 | Хворостово            | 6             | 7             | Добручинская волость      | Добручинская волость  | Добручинская волость  |
| 134 | 71 | Хитово                | 4             | 12            | Добручинская волость      | Добручинская волость  | Добручинская волость  |
| 135 | 72 | Худыкино              | 0             | 4             | Добручинская волость      | Добручинская волость  | Добручинская волость  |
| 136 | 73 | Черно                 | 2             | 2             | Добручинская волость      | Вейнская волость      | Добручинская волость  |
| 137 | 74 | Ющерово               | 0             | 2             | Добручинская волость      | Добручинская волость  | Добручинская волость  |
| 138 | 1  | Бельковка             | 5             | 4             | Плесновская волость       | Плесновская волость   | Плесновская волость   |
| 139 | 2  | Благодать             | 4             | 2             | Плесновская волость       | Плесновская волость   | Плесновская волость   |
| 140 | 3  | Блынки                | 10            | 11            | Плесновская волость       | Плесновская волость   | Плесновская волость   |
| 141 | 4  | Брод                  | 44            | 133           | Плесновская волость       | Плесновская волость   | Плесновская волость   |
| 142 | 5  | Васильевщина          | 10            | 12            | Плесновская волость       | Плесновская волость   | Плесновская волость   |
| 143 | 6  | Гверездка             | 3             | 7             | Плесновская волость       | Плесновская волость   | Плесновская волость   |
| 144 | 7  | Гостичево             | 7             | 10            | Плесновская волость       | Плесновская волость   | Плесновская волость   |
| 145 | 8  | Дворище               | 4             | 4             | Плесновская волость       | Плесновская волость   | Плесновская волость   |
| 146 | 9  | Дедино                | 13            | 12            | Плесновская волость       | Плесновская волость   | Плесновская волость   |
| 147 | 10 | Дехино                | 2             | 5             | Плесновская волость       | Плесновская волость   | Плесновская волость   |
| 148 | 11 | Дуброво               | 11            | 13            | Плесновская волость       | Плесновская волость   | Плесновская волость   |
| 149 | 12 | Захонье               | 1             | 1             | Плесновская волость       | Плесновская волость   | Плесновская волость   |
| 150 | 13 | Каменка               | 2             | 16            | Плесновская волость       | Плесновская волость   | Плесновская волость   |
| 151 | 14 | Кареловщина           | 0             | 1             | Плесновская волость       | Плесновская волость   | Плесновская волость   |
| 152 | 15 | Ловыни                | 14            | 13            | Плесновская волость       | Плесновская волость   | Плесновская волость   |
| 153 | 16 | Ломово                | 0             | 0             | Плесновская волость       | Плесновская волость   | Плесновская волость   |
| 154 | 17 | Моклочно              | 0             | 1             | Плесновская волость       | Плесновская волость   | Плесновская волость   |
| 155 | 18 | Новый Опель           | 6             | 12            | Плесновская волость       | Плесновская волость   | Плесновская волость   |
| 156 | 19 | Плесна                | 199           | 181           | Плесновская волость       | Плесновская волость   | Плесновская волость   |
| 157 | 20 | Подложье              | 2             | 12            | Плесновская волость       | Плесновская волость   | Плесновская волость   |
| 158 | 21 | Подосье               | 0             | 4             | Плесновская волость       | Плесновская волость   | Плесновская волость   |
| 159 | 22 | Подсосонье            | 71            | 60            | Плесновская волость       | Плесновская волость   | Плесновская волость   |
| 160 | 23 | Подшарье              | 0             | 0             | Плесновская волость       | Плесновская волость   | Плесновская волость   |
| 161 | 24 | Радоселье             | 7             | 9             | Плесновская волость       | Плесновская волость   | Плесновская волость   |
| 162 | 25 | Славотино             | 6             | 7             | Плесновская волость       | Плесновская волость   | Плесновская волость   |
| 163 | 26 | Тербачево             | 5             | 13            | Плесновская волость       | Плесновская волость   | Плесновская волость   |
| 164 | 27 | Хворки-1              | 8             | 11            | Плесновская волость       | Плесновская волость   | Плесновская волость   |
| 165 | 28 | Щепец                 | 24            | 16            | Плесновская волость       | Плесновская волость   | Плесновская волость   |
| 166 | 29 | Язьво                 | 5             | 8             | Плесновская волость       | Плесновская волость   | Плесновская волость   |
| 167 | 1  | Атрубашка             | 12            | 21            | Полновская волость        | Полновская волость    | Полновская волость    |
| 168 | 2  | Барановка             | 26            | 21            | Полновская волость        | Полновская волость    | Полновская волость    |
| 169 | 3  | Безьва                | 61            | 70            | Полновская волость        | Первомайская волость  | Первомайская волость  |
| 170 | 4  | Блянск                | 30            | 28            | Полновская волость        | Первомайская волость  | Первомайская волость  |
| 171 | 5  | Волошно               | 7             | 7             | Полновская волость        | Первомайская волость  | Первомайская волость  |
| 172 | 6  | Выселок Жуковский     | 10            | 14            | Полновская волость        | Первомайская волость  | Первомайская волость  |
| 173 | 7  | Гвоздно               | 73            | 61            | Полновская волость        | Первомайская волость  | Первомайская волость  |
| 174 | 8  | Глушь                 | 7             | 14            | Полновская волость        | Полновская волость    | Полновская волость    |
| 175 | 9  | Горка                 | 14            | 7             | Полновская волость        | Полновская волость    | Полновская волость    |
| 176 | 10 | Горско-Рогово         | 48            | 55            | Полновская волость        | Первомайская волость  | Первомайская волость  |
| 177 | 11 | Дуброшкино            | 0             | 2             | Полновская волость        | Первомайская волость  | Первомайская волость  |
| 178 | 12 | Елешно                | 1             | 7             | Полновская волость        | Первомайская волость  | Первомайская волость  |
| 179 | 13 | Желча                 | 16            | 19            | Полновская волость        | Полновская волость    | Полновская волость    |
| 180 | 14 | Жеребятино            | 12            | 12            | Полновская волость        | Первомайская волость  | Первомайская волость  |
| 181 | 15 | Забельско             | 6             | 12            | Полновская волость        | Полновская волость    | Полновская волость    |
| 182 | 16 | Заборовка             | 4             | 4             | Полновская волость        | Первомайская волость  | Первомайская волость  |
| 183 | 17 | Закрапивенье          | 9             | 6             | Полновская волость        | Полновская волость    | Полновская волость    |
| 184 | 18 | Замежничье            | 39            | 32            | Полновская волость        | Первомайская волость  | Первомайская волость  |
| 185 | 19 | Затобинье             | 0             | 1             | Полновская волость        | Первомайская волость  | Первомайская волость  |
| 186 | 20 | Заяванье              | 0             | 0             | Полновская волость        | Полновская волость    | Полновская волость    |
| 187 | 21 | Корытно               | 18            | 21            | Полновская волость        | Полновская волость    | Полновская волость    |
| 188 | 22 | Кузнецово             | 0             | 0             | Полновская волость        | Первомайская волость  | Первомайская волость  |
| 189 | 23 | Лесная                | 17            | 16            | Полновская волость        | Первомайская волость  | Первомайская волость  |
| 190 | 24 | Марьино               | 9             | 10            | Полновская волость        | Первомайская волость  | Первомайская волость  |
| 191 | 25 | Медведево             | 1             | 0             | Полновская волость        | Полновская волость    | Полновская волость    |
| 192 | 26 | Молоди                | 14            | 14            | Полновская волость        | Первомайская волость  | Первомайская волость  |
| 193 | 27 | Надозерье             | 9             | 13            | Полновская волость        | Первомайская волость  | Первомайская волость  |
| 194 | 28 | Некрытые Дубяги       | 3             | 1             | Полновская волость        | Полновская волость    | Полновская волость    |
| 195 | 29 | Новая Зубовщина       | 11            | 14            | Полновская волость        | Первомайская волость  | Первомайская волость  |
| 196 | 30 | Новое Загорье         | 6             | 5             | Полновская волость        | Первомайская волость  | Первомайская волость  |
| 197 | 31 | Носовка               | 11            | 12            | Полновская волость        | Первомайская волость  | Первомайская волость  |
| 198 | 32 | Орёл                  | 0             | 0             | Полновская волость        | Полновская волость    | Полновская волость    |
| 199 | 33 | Пантелеево            | 0             | 0             | Полновская волость        | Первомайская волость  | Первомайская волость  |
| 200 | 34 | Партизанская          | 584           | 540           | Полновская волость        | Полновская волость    | Полновская волость    |
| 201 | 35 | Первомайская          | 112           | 121           | Полновская волость        | Первомайская волость  | Первомайская волость  |
| 202 | 36 | Полна                 | 262           | 243           | Полновская волость        | Полновская волость    | Полновская волость    |
| 203 | 37 | Пустошь               | 2             | 2             | Полновская волость        | Первомайская волость  | Первомайская волость  |
| 204 | 38 | Родня                 | 2             | 2             | Полновская волость        | Первомайская волость  | Первомайская волость  |
| 205 | 39 | Самуйликово           | 0             | 0             | Полновская волость        | Полновская волость    | Полновская волость    |
| 206 | 40 | Сорокино              | 0             | 3             | Полновская волость        | Первомайская волость  | Первомайская волость  |
| 207 | 41 | Старая Зубовщина      | 0             | 0             | Полновская волость        | Первомайская волость  | Первомайская волость  |
| 208 | 42 | Старое Загорье        | 11            | 11            | Полновская волость        | Первомайская волость  | Первомайская волость  |
| 209 | 43 | Телицино              | 8             | 10            | Полновская волость        | Полновская волость    | Полновская волость    |
| 210 | 44 | Тереб                 | 16            | 18            | Полновская волость        | Первомайская волость  | Первомайская волость  |
| 211 | 45 | Федово                | 0             | 0             | Полновская волость        | Первомайская волость  | Первомайская волость  |
| 212 | 46 | Чернечки              | 8             | 8             | Полновская волость        | Полновская волость    | Полновская волость    |
| 213 | 47 | Чечевино              | 13            | 12            | Полновская волость        | Полновская волость    | Полновская волость    |
| 214 | 48 | Ямм, село             | 870           | 920           | Полновская волость        | Полновская волость    | Полновская волость    |
| 215 | 49 | Ямок                  | 17            | 27            | Полновская волость        | Полновская волость    | Полновская волость    |
| 216 | 1  | Великуша              | 32            | 43            | Самолвовская волость      | Ремдовская волость    | Самолвовская волость  |
| 217 | 2  | Ветеря 1              | 9             | 13            | Самолвовская волость      | Ремдовская волость    | Самолвовская волость  |
| 218 | 3  | Ветеря 3              | 15            | 25            | Самолвовская волость      | Ремдовская волость    | Самолвовская волость  |
| 219 | 4  | Вязовицы              | 1             | 6             | Самолвовская волость      | Ремдовская волость    | Самолвовская волость  |
| 220 | 5  | Гашково               | 18            | 20            | Самолвовская волость      | Ремдовская волость    | Самолвовская волость  |
| 221 | 6  | Гологляг              | 2             | 2             | Самолвовская волость      | Ремдовская волость    | Самолвовская волость  |
| 222 | 7  | Голодуша              | 12            | 11            | Самолвовская волость      | Ремдовская волость    | Самолвовская волость  |
| 223 | 8  | Горка                 | 13            | 12            | Самолвовская волость      | Ремдовская волость    | Самолвовская волость  |
| 224 | 9  | Гребенёво             | 16            | 22            | Самолвовская волость      | Ремдовская волость    | Самолвовская волость  |
| 225 | 10 | Заболотье             | 7             | 5             | Самолвовская волость      | Ремдовская волость    | Самолвовская волость  |
| 226 | 11 | Замошье               | 3             | 4             | Самолвовская волость      | Самолвовская волость  | Самолвовская волость  |
| 227 | 12 | Заходы                | 2             | 6             | Самолвовская волость      | Ремдовская волость    | Самолвовская волость  |
| 228 | 13 | Казаковец             | 0             | 0             | Самолвовская волость      | Самолвовская волость  | Самолвовская волость  |
| 229 | 14 | Кобылье Городище      | 23            | 26            | Самолвовская волость      | Самолвовская волость  | Самолвовская волость  |
| 230 | 15 | Козлово               | 25            | 26            | Самолвовская волость      | Самолвовская волость  | Самолвовская волость  |
| 231 | 16 | Кола                  | 1             | 3             | Самолвовская волость      | Ремдовская волость    | Самолвовская волость  |
| 232 | 17 | Коровье Село          | 0             | 9             | Самолвовская волость      | Ремдовская волость    | Самолвовская волость  |
| 233 | 18 | Луг                   | 27            | 18            | Самолвовская волость      | Самолвовская волость  | Самолвовская волость  |
| 234 | 19 | Низовицы              | 67            | 64            | Самолвовская волость      | Ремдовская волость    | Самолвовская волость  |
| 235 | 20 | Новоселье             | 4             | 6             | Самолвовская волость      | Ремдовская волость    | Самолвовская волость  |
| 236 | 21 | Озера                 | 5             | 24            | Самолвовская волость      | Ремдовская волость    | Самолвовская волость  |
| 237 | 22 | Ореховцы              | 14            | 19            | Самолвовская волость      | Ремдовская волость    | Самолвовская волость  |
| 238 | 23 | Остров                | 8             | 5             | Самолвовская волость      | Самолвовская волость  | Самолвовская волость  |
| 239 | 24 | Пископово             | 4             | 8             | Самолвовская волость      | Ремдовская волость    | Самолвовская волость  |
| 240 | 25 | Пнёво                 | 11            | 9             | Самолвовская волость      | Самолвовская волость  | Самолвовская волость  |
| 241 | 26 | Путьково              | 36            | 23            | Самолвовская волость      | Самолвовская волость  | Самолвовская волость  |
| 242 | 27 | Ремда                 | 188           | 190           | Самолвовская волость      | Ремдовская волость    | Самолвовская волость  |
| 243 | 28 | Самолва               | 274           | 274           | Самолвовская волость      | Самолвовская волость  | Самолвовская волость  |
| 244 | 29 | Таборы                | 18            | 19            | Самолвовская волость      | Самолвовская волость  | Самолвовская волость  |
| 245 | 30 | Чудская Рудница       | 118           | 102           | Самолвовская волость      | Самолвовская волость  | Самолвовская волость  |
| 246 | 31 | Чудские Заходы        | 25            | 20            | Самолвовская волость      | Самолвовская волость  | Самолвовская волость  |
| 247 | 1  | Гаглово               | 21            | 21            | Спицинская волость        | Спицинская волость    | Спицинская волость    |
| 248 | 2  | Драготина             | 41            | 42            | Спицинская волость        | Спицинская волость    | Спицинская волость    |
| 249 | 3  | Залахтовье            | 115           | 145           | Спицинская волость        | Спицинская волость    | Спицинская волость    |
| 250 | 4  | Замогилье             | 54            | 76            | Спицинская волость        | Спицинская волость    | Спицинская волость    |
| 251 | 5  | Казурино              | 16            | 25            | Спицинская волость        | Спицинская волость    | Спицинская волость    |
| 252 | 6  | Каменная Стража       | 7             | 10            | Спицинская волость        | Спицинская волость    | Спицинская волость    |
| 253 | 7  | Кленно                | 2             | 2             | Спицинская волость        | Спицинская волость    | Спицинская волость    |
| 254 | 8  | Кятицы                | 23            | 30            | Спицинская волость        | Спицинская волость    | Спицинская волость    |
| 255 | 9  | Мда                   | 48            | 52            | Спицинская волость        | Спицинская волость    | Спицинская волость    |
| 256 | 10 | Новинка               | 29            | 28            | Спицинская волость        | Спицинская волость    | Спицинская волость    |
| 257 | 11 | Островцы              | 188           | 172           | Спицинская волость        | Спицинская волость    | Спицинская волость    |
| 258 | 12 | Подборовье            | 51            | 75            | Спицинская волость        | Спицинская волость    | Спицинская волость    |
| 259 | 13 | Подлипье              | 45            | 45            | Спицинская волость        | Спицинская волость    | Спицинская волость    |
| 260 | 14 | Подолешье             | 61            | 60            | Спицинская волость        | Спицинская волость    | Спицинская волость    |
| 261 | 15 | Раскопель             | 29            | 43            | Спицинская волость        | Спицинская волость    | Спицинская волость    |
| 262 | 16 | Рогачево              | 13            | 16            | Спицинская волость        | Спицинская волость    | Спицинская волость    |
| 263 | 17 | Рубцовщина            | 14            | 13            | Спицинская волость        | Спицинская волость    | Спицинская волость    |
| 264 | 18 | Сосно                 | 17            | 22            | Спицинская волость        | Спицинская волость    | Спицинская волость    |
| 265 | 19 | Спицино               | 136           | 167           | Спицинская волость        | Спицинская волость    | Спицинская волость    |
| 266 | 20 | Строгино              | 6             | 10            | Спицинская волость        | Спицинская волость    | Спицинская волость    |
| 267 | 1  | Апалёво               | 4             | 0             | Чернёвская волость        | Чернёвская волость    | Чернёвская волость    |
| 268 | 2  | Афоносово             | 6             | 13            | Чернёвская волость        | Чернёвская волость    | Чернёвская волость    |
| 269 | 3  | Большое Озерево       | 4             | 1             | Чернёвская волость        | Чернёвская волость    | Чернёвская волость    |
| 270 | 4  | Большое Скородно      | 22            | 16            | Чернёвская волость        | Чернёвская волость    | Чернёвская волость    |
| 271 | 5  | Боровня               | 38            | 50            | Чернёвская волость        | Чернёвская волость    | Чернёвская волость    |
| 272 | 6  | Верховье-1            | 4             | 7             | Чернёвская волость        | Чернёвская волость    | Чернёвская волость    |
| 273 | 7  | Верховье-2            | 2             | 7             | Чернёвская волость        | Чернёвская волость    | Чернёвская волость    |
| 274 | 8  | Гнилище               | 4             | 7             | Чернёвская волость        | Чернёвская волость    | Чернёвская волость    |
| 275 | 9  | Гнильск               | 8             | 9             | Чернёвская волость        | Чернёвская волость    | Чернёвская волость    |
| 276 | 10 | Голышкино             | 3             | 10            | Чернёвская волость        | Чернёвская волость    | Чернёвская волость    |
| 277 | 11 | Горончарово           | 26            | 36            | Чернёвская волость        | Чернёвская волость    | Чернёвская волость    |
| 278 | 12 | Ереховы Дубяги        | 3             | 2             | Чернёвская волость        | Чернёвская волость    | Чернёвская волость    |
| 279 | 13 | Заклинье              | 21            | 23            | Чернёвская волость        | Чернёвская волость    | Чернёвская волость    |
| 280 | 14 | Залюбовье             | 2             | 7             | Чернёвская волость        | Чернёвская волость    | Чернёвская волость    |
| 281 | 15 | Заозерье              | 1             | 0             | Чернёвская волость        | Чернёвская волость    | Чернёвская волость    |
| 282 | 16 | Иголдино              | 2             | 7             | Чернёвская волость        | Чернёвская волость    | Чернёвская волость    |
| 283 | 17 | Княщинка              | 1             | 3             | Чернёвская волость        | Чернёвская волость    | Чернёвская волость    |
| 284 | 18 | Малое Озерево         | 0             | 0             | Чернёвская волость        | Чернёвская волость    | Чернёвская волость    |
| 285 | 19 | Малое Скородно        | 0             | 0             | Чернёвская волость        | Чернёвская волость    | Чернёвская волость    |
| 286 | 20 | Новые Дубяги          | 12            | 15            | Чернёвская волость        | Чернёвская волость    | Чернёвская волость    |
| 287 | 21 | Озерцы                | 10            | 12            | Чернёвская волость        | Чернёвская волость    | Чернёвская волость    |
| 288 | 22 | Прибуж                | 146           | 129           | Чернёвская волость        | Чернёвская волость    | Чернёвская волость    |
| 289 | 23 | Слудка                | 10            | 5             | Чернёвская волость        | Чернёвская волость    | Чернёвская волость    |
| 290 | 24 | Степанско             | 2             | 8             | Чернёвская волость        | Чернёвская волость    | Чернёвская волость    |
| 291 | 25 | Тупицыно              | 215           | 190           | Чернёвская волость        | Чернёвская волость    | Чернёвская волость    |
| 292 | 26 | Чернёво               | 3             | 14            | Чернёвская волость        | Чернёвская волость    | Чернёвская волость    |
| 293 | 27 | Чернёво, село         | 523           | 547           | Чернёвская волость        | Чернёвская волость    | Чернёвская волость    |
| 294 | 28 | Шипилино              | 1             | 11            | Чернёвская волость        | Чернёвская волость    | Чернёвская волость    |
| 295 | 29 | Яктушино              | 27            | 21            | Чернёвская волость        | Чернёвская волость    | Чернёвская волость    |
| 296 | 30 | Ямно                  | 0             | 0             | Чернёвская волость        | Чернёвская волость    | Чернёвская волость    |
| 297 | 1  | Андронова Гора        | 7             | 8             | Юшкинская волость         | Юшкинская волость     | Юшкинская волость     |
| 298 | 2  | Бешкино-1             | 48            | 50            | Юшкинская волость         | Юшкинская волость     | Юшкинская волость     |
| 299 | 3  | Бешкино-2             | 21            | 15            | Юшкинская волость         | Юшкинская волость     | Юшкинская волость     |
| 300 | 4  | Бурцовщина            | 4             | 2             | Юшкинская волость         | Юшкинская волость     | Юшкинская волость     |
| 301 | 5  | Ветвеник              | 83            | 89            | Юшкинская волость         | Юшкинская волость     | Юшкинская волость     |
| 302 | 6  | Горка                 | 15            | 15            | Юшкинская волость         | Юшкинская волость     | Юшкинская волость     |
| 303 | 7  | Духнова Гора          | 9             | 18            | Юшкинская волость         | Юшкинская волость     | Юшкинская волость     |
| 304 | 8  | Заборовье             | 16            | 7             | Юшкинская волость         | Юшкинская волость     | Юшкинская волость     |
| 305 | 9  | Забредняжье           | 5             | 4             | Юшкинская волость         | Юшкинская волость     | Юшкинская волость     |
| 306 | 10 | Загорье               | 4             | 9             | Юшкинская волость         | Юшкинская волость     | Юшкинская волость     |
| 307 | 11 | Замикушье             | 0             | 0             | Юшкинская волость         | Юшкинская волость     | Юшкинская волость     |
| 308 | 12 | Замошье               | 4             | 1             | Юшкинская волость         | Юшкинская волость     | Юшкинская волость     |
| 309 | 13 | Заполье               | 3             | 2             | Юшкинская волость         | Юшкинская волость     | Юшкинская волость     |
| 310 | 14 | Зигоска-1             | 51            | 51            | Юшкинская волость         | Юшкинская волость     | Юшкинская волость     |
| 311 | 15 | Зигоска-2             | 20            | 24            | Юшкинская волость         | Юшкинская волость     | Юшкинская волость     |
| 312 | 16 | Козлово               | 19            | 21            | Юшкинская волость         | Юшкинская волость     | Юшкинская волость     |
| 313 | 17 | Кунесть               | 8             | 10            | Юшкинская волость         | Юшкинская волость     | Юшкинская волость     |
| 314 | 18 | Курино                | 4             | 2             | Юшкинская волость         | Юшкинская волость     | Юшкинская волость     |
| 315 | 19 | Лодыгин Двор          | 10            | 13            | Юшкинская волость         | Юшкинская волость     | Юшкинская волость     |
| 316 | 20 | Лунёвщина             | 40            | 26            | Юшкинская волость         | Юшкинская волость     | Юшкинская волость     |
| 317 | 21 | Мерзляково            | 0             | 2             | Юшкинская волость         | Юшкинская волость     | Юшкинская волость     |
| 318 | 22 | Незнамо-Поле          | 16            | 28            | Юшкинская волость         | Юшкинская волость     | Юшкинская волость     |
| 319 | 23 | Речицы Малые          | 10            | 13            | Юшкинская волость         | Юшкинская волость     | Юшкинская волость     |
| 320 | 24 | Ручьи                 | 5             | 9             | Юшкинская волость         | Юшкинская волость     | Юшкинская волость     |
| 321 | 25 | Сидоровщина           | 17            | 13            | Юшкинская волость         | Юшкинская волость     | Юшкинская волость     |
| 322 | 26 | Сорокина Гора         | 9             | 6             | Юшкинская волость         | Юшкинская волость     | Юшкинская волость     |
| 323 | 27 | Сторожинец            | 36            | 29            | Юшкинская волость         | Юшкинская волость     | Юшкинская волость     |
| 324 | 28 | Стректово             | 8             | 6             | Юшкинская волость         | Юшкинская волость     | Юшкинская волость     |
| 325 | 29 | Стропицы              | 13            | 19            | Юшкинская волость         | Юшкинская волость     | Юшкинская волость     |
| 326 | 30 | Трутнево              | 329           | 281           | Юшкинская волость         | Юшкинская волость     | Юшкинская волость     |
| 327 | 31 | Шелопугино            | 12            | 9             | Юшкинская волость         | Юшкинская волость     | Юшкинская волость     |
| 328 | 32 | Юшкино                | 83            | 52            | Юшкинская волость         | Юшкинская волость     | Юшкинская волость     |